# 제34회 카를로비바리 국제 영화제
제34회 카를로비바리 국제 영화제는 1999년 7월 2일에 열린 시상식이다.

## 수상 및 후보

### 대상(장편)
- 야나의 친구들 - 아릭 카프런 수상

### 심사위원특별상(장편)
- 쇼 미 러브 - 루카스 무디슨 수상

### 감독상(장편)
- 검문소 - 알렉산드르 로고슈킨 수상

### 여우주연상(장편)
- 야나의 친구들 - 에벌린 카플런 수상

### 남우주연상(장편)
- 밤의 행로 - 힐머 다트 수상

### 영화제 위원장상
- 카렐 카치나 수상
- 프랑코 제페렐리 수상